# Société de Géographie

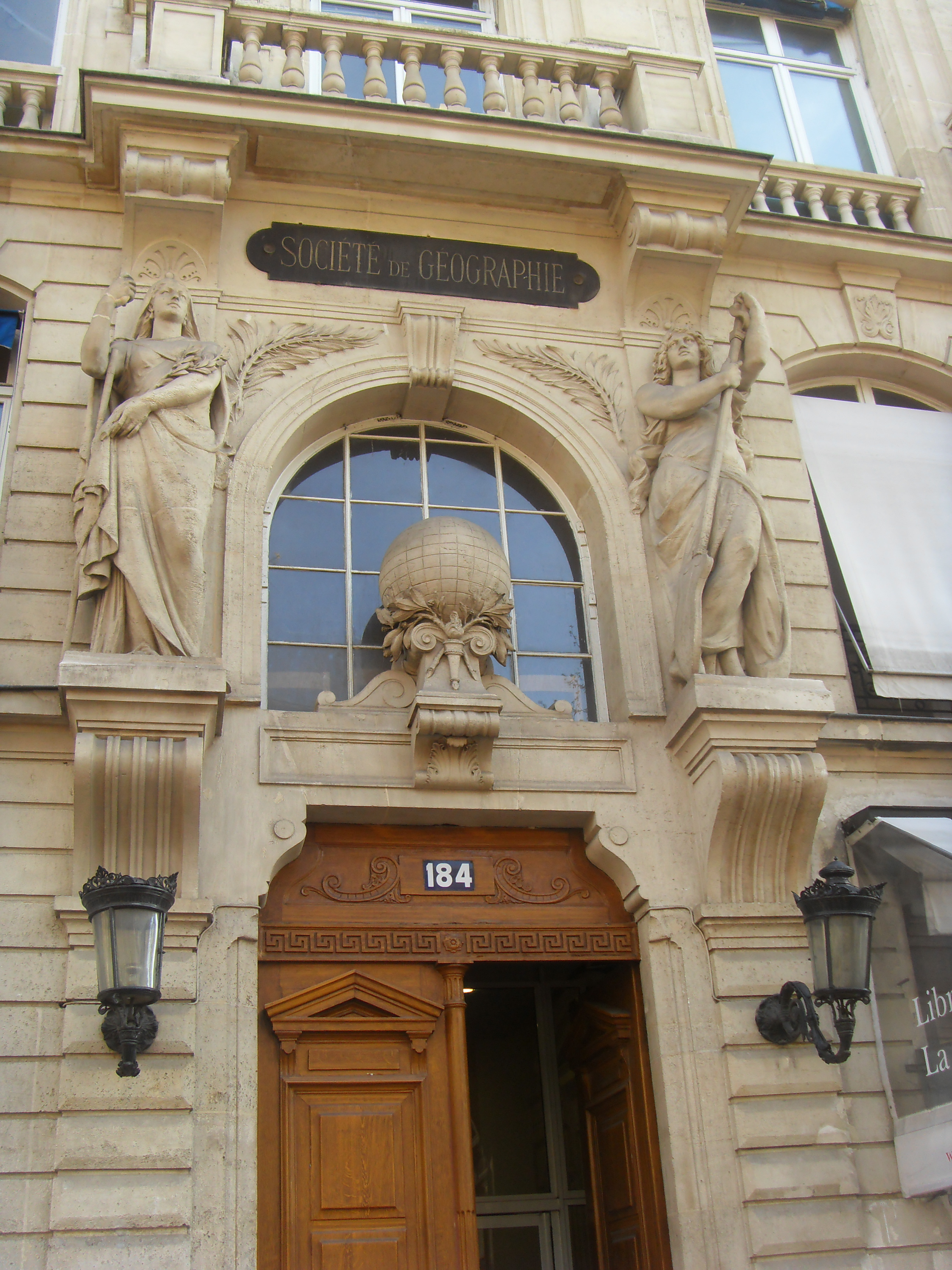
Société de Géographie

La Société de Géographie è la più antica società geografica del mondo. Fondata nel 1821, dal 1878 la sua sede è al 184 di Boulevard Saint-Germain a Parigi in un edificio il cui ingresso è caratterizzato da due grandi cariatidi che rappresentano la terra e il mare. Nel 1879 fu qui che venne decisa la costruzione del canale di Panama. 
La società venne fondata il 15 dicembre del 1821, tra i 217 fondatori vi erano alcuni fra i più grandi scienziati dell'epoca come Pierre Simon Laplace (primo presidente della Société), Georges Cuvier, Gaspard Monge, Vivant Denon, Jean Baptiste Joseph Fourier, Gay-Lussac, Claude Louis Berthollet, Alexander von Humboldt, Champollion, e François-René de Chateaubriand. Tra i membri figuravano anche molti di coloro che avevano accompagnato Napoleone Bonaparte nella campagna d'Egitto come: Edme-François Jomard, Conrad Malte-Brun, Jules Dumont d'Urville, Benjamin Delessert, Hottinguer, Henri Didot e altre personalità dell'epoca come Jean-Baptiste Benoît Eyriès.
Il patrimonio di pubblicazioni, resoconti di viaggio, carte geografiche, atlanti e fotografie è uno dei più ricchi al mondo.

## Pubblicazioni
La Société pubblica dal 1822 un periodico, il Bulletin de la Société de Géographie (1822–1899) che dal 1900 al 1939 assunse il nome di La Géographie, bulletin de la Société de géographie, dal 1947 al 2001 Acta Geographica, dal 2007 il trimestrale si chiama la GéoGraphie. 

## Riconoscimenti
Dal 1829 conferisce la Grande Médaille d'Or des Explorations et Voyages de Découverte alle esplorazioni che hanno apportato contributi alle conoscenze geografiche, tra i premiati vi sono John Franklin (1929), John Ross (1834), David Livingstone (1857), Ernest Henry Shackleton (1910) e Roald Amundsen (1913)